# Comté d'Érié (Pennsylvanie)
Pour les articles homonymes, voir Comté d'Érié.
Le comté d'Érié est un comté américain de l'État de Pennsylvanie. Au recensement de 2000, le comté comptait 280 843 habitants. Il a été créé le 12 mars 1800, à partir du comté d'Allegheny. Le siège du comté se situe à Érié.